# Pittsburški sporazum
Pittsburški sporazum je bil memorandum o soglasju, sklenjen 31. maja 1918 med člani čeških in slovaških izseljenskih skupnosti v Združenih državah Amerike . Nadomestil je Clevelandski sporazum z dne 22. oktobra 1915. 
Ime je dobil po mestu Pittsburgh v Pensilvaniji, kjer je bil dogovor sklenjen. Sporazum je predpisal namen sopodpisnic, da ustvarijo neodvisno Češkoslovaško. To je bilo doseženo 18. oktobra 1918, ko je glavni avtor sporazuma, Tomáš Garrigue Masaryk, razglasil neodvisnost Češkoslovaške. Masaryk je bil novembra 1918 izvoljen za prvega predsednika Češkoslovaške.

## Ozadje
Zgodovinski okvir Pittsburškega sporazuma je bil bližajoči se razpad Avstro-Ogrske v mesecih pred koncem prve svetovne vojne . Do septembra 1918 je bilo očitno, da bodo Britanija, Francija in Rusija premagala sile habsburške monarhije. Med letoma 1860-1918 se je skoraj milijon ljudi slovaške in češke narodnosti izselilo v Združene države in druge narode. Takrat so bili ti priseljenci uradno zapisani kot Avstrijci ali Madžari (Madžari), kar ni odražalo njihovega dejanskega etničnega izvora.  Vendar so Združene države dovolile ustanovitev in delovanje čeških in slovaških nacionalističnih skupin.  22. oktobra 1915 sta v Bohemian National Hall na Broadwayu, Cleveland, Ohio, Slovaška liga Amerike in Boemsko (Češko) nacionalno zavezništvo podpisali Clevelandski sporazum. S tem sta se skupini dogovorili, da bosta skupaj delovali v smeri enotne in neodvisne države Čehov in Slovakov. Združitev čeških in slovaških skupin prebivalstva je pomagala Slovakom, da so se odcepili od madžarske države Avstro-Ogrske in ustvarili državo z jasno slovansko večino, da bi premagali veliko nemško govoreče prebivalstvo Češke.

## Srečanje
V petek, 31. maja 1918, je bil sklican sestanek pod vodstvom Tomáša Garriguea Masaryka.

## Dogovor
"1. Odobravamo (sankcioniramo) politični program, ki si prizadeva doseči zvezo Čehov in Slovakov v neodvisni državi, ki jo sestavljajo Češka dežela (Dežele češke krone) in Slovaška.
2. Slovaška bo imela svojo upravo, svoj parlament in svoja sodišča.
3. Slovaščina bo uradni jezik v šolah in nasploh v javnem življenju (na Slovaškem).
4. Češkoslovaška država bo republika, njena ustava bo demokratična.
5. Organizacija sodelovanja Čehov in Slovakov v Združenih državah se bo z medsebojnim dogovorom povečala in prilagodila potrebam in glede na spreminjajoče se razmere.
6. Podrobna pravila o ureditvi češko-slovaške države so prepuščena osvobojenim Čehom in Slovakom ter njihovim pravnim zastopnikom (da jih določijo).« 

## Podpisniki

### Slovaški
- Ivan Bielek (1886–1941),
- Michal Bosák (1869–1937)
- Ivan Daxner (1860–1938)
  - Daxner se je rodil v Nagykallu kot sin političnega aktivista Stefana Marka Daxnerja . [6]
- Ján Adolf Ferjenčík (1863–1925)

- Matúš Gazdík
- Ignác Gessay (1874–1928)
- Milan Alexander Getting (1878–1951)
  - Milan Getting je bil slovaški novinar in politik ter kasneje diplomat. Leta 1902 je emigriral v ZDA. Bil je izdajatelj glasila Slovaškega Sokola.

- Jozef Hušek (1880–1947)
- Ján Janček ml. (1881–1933)
- L. Jozef Karlovský (1887–1964)
- Ján Kubašek (1885–1950)
- Albert Mamatey (1870–1923)
- Gejza H. Mika
- Jožef Murgaš (1864–1929)
- Ján Pankúch (1869–1951)
- Andrej Šustek

- Pavel Šiška
  - Šiška je bil finančni tajnik Slovaške lige Amerike. [9]

### Češki
- Vojta Beneš (1878–1951)
  - Beneš se je rodil v Kožlanah kot brat Edvarda Beneša.
- Hynek Dostál (1871–1943)
- Ludvík Fisher (1880–1945)
- Fisher je bil predsednik Češke nacionalne zveze.
- Inocenc Kestl
- Josef Martínek (1889–1980)
- Tomáš Garrigue Masaryk (1850–1937)
  - Masaryk je bil član avstrijske vlade in filozof na univerzi v Pragi . Bil je ključen pri zagotavljanju neodvisnosti češkega ljudstva in postal je predsednik Češkoslovaške.[10]
- Jožef P. Pecivál
- Karel Pergler (1882–1954)
- B. Šimek
  - Bohumil Shimek je bil češko-ameriški botanik.
- Jan Straka
- Oldřich Zlámal (1879–1955)
- Jaroslav Josip Zmrhal (1878–1951)

## Izid
Češka začasna vlada v Parizu je 18. oktobra 1918 razglasila češkoslovaško deklaracijo neodvisnosti .

## Arhiv
Po srečanju je bil podpisana natisnjena listina sporazuma. Originalni tisk, kot je bil podpisan,  je bil 9. septembra 2007 podarjen Zgodovinskemu centru Johna Heinza v Pittsburghu. Druge kopije so arhivirane drugje po svetu.